# Bauhinia lyrata
Bauhinia lyrata är en ärtväxtart som beskrevs av Mukat Behari Raizada. Bauhinia lyrata ingår i släktet Bauhinia och familjen ärtväxter. Inga underarter finns listade i Catalogue of Life.